# Walnut Creek (California)
Walnut Creek (pronunciación: hualnat crik) (in.: Arroyo de la Nuez) es una comunidad suburbana fundada en 1849, ubicada a varios kilómetros de la ciudad de Oakland en el Área de la Bahía de San Francisco en California, Estados Unidos. Queda en la región del este de la Bahía y sirve como un centro empresario y de entretenimiento del área central del condado de Contra Costa con su vecino más grande Concord. En el censo del año 2010 tenía 64 173 habitantes y fue incorporada como ciudad el 21 de octubre de 1914. La alcaldesa es Cindy Silva. Su apodo es «The Creek» (El Arroyo). Tiene una estación del sistema de metro El BART.

## Educación

### Bibliotecas
La Biblioteca del Condado de Contra Costa gestiona la Walnut Creek Library y la Ygnacio Valley Library.

### Escuelas públicas
Los residentes de Walnut Creek asisten a escuelas en 5 distritos escolares: Walnut Creek (K-8), Acalanes Union High School (9-12), Lafayette (K-8), San Ramon Valley Unified (K-12) y Mt. Diablo Unified (K-12). Sin embargo, no hay escuelas ni del distrito San Ramon Valley Unified ni del distrito Lafayette dentro los límites de la ciudad. Estudiantes del distrito Walnut Creek transfieren automáticamente al distrito Acalanes cuando empiezan el 9.º año.

#### Walnut Creek School District
- Buena Vista Elementary (primaria)
- Indian Valley Elementary (primaria)
- Murwood Elementary (primaria)
- Parkmead Elementary (primaria)
- Walnut Heights Elementary (primaria)
- Walnut Creek Intermediate (intermedia)

#### Acalanes Union High School District
- Las Lomas High School (secundaria)
- Acalanes Center for Independent Study (centro para estudios independentes)
- Del Oro High (escuela secundaria de continuación)

#### Mt. Diablo Unified School District
- Bancroft Elementary (primaria)
- Valle Verde Elementary (primaria)
- Walnut Acres Elementary (primaria)
- Eagle Peak Montessori (escuela primaria chárter)
- Foothill Middle (media)
- Northgate High (secundaria)

## Economía y actividades
Dos hospitales mayores están ubicados en Walnut Creek: el Kaiser Medical Center y el John Muir Medical Center.
Broadway Plaza es un centro comercial ubicado en el centro de la ciudad. El centro de la ciudad intenta atender a compradores de áreas circundantes. El centro Dean Lesher para las artes presenta actos teatrales.